# Leukippos (Sohn des Lampros)
Leukippos (altgriechisch Λεύκιππος Leúkippos) ist in der griechischen Mythologie der männliche Name der Tochter des Lampros und der Galateia im kretischen Phaistos.
Lampros hatte seiner Gattin Galateia während der Schwangerschaft befohlen, ihr Kind nach der Geburt zu töten, sollte es kein Junge sein. Galateia verschweigt ihrem Gatten nach der Geburt einer Tochter das wahre Geschlecht des Kindes und zieht es als Jungen mit dem Namen Leukippos auf. Als es die Pubertät erreicht und das Geschlecht nicht länger zu verstecken ist, bittet Galateia die Göttin Leto darum, das Mädchen in einen Jungen zu verwandeln, welcher Bitte die Göttin nachkommt.
Zu Ehren der Leto Phytia und des Leukippos wurde in Phaistos der Fest Ἐκδύσια Ekdýsia gefeiert, bei dem der Leto Phytia Opfer dargebracht wurden. Vor der Hochzeitsnacht wurden die Bräute in Phaistos zunächst neben dem Xoanon des Leukippos gebettet, das vermutlich hermaphroditisch gebildet war. Der Name des Festes legt nahe, dass kultische Handlungen mit der Kleidung vorgenommen wurde. Ob dabei das Xoanon rituell entkleidet oder die Festteilnehmer einen Kleidertausch vollzogen haben, ist unklar.